# Brisinga andamanica
Brisinga andamanica är en sjöstjärneart som beskrevs av James Wood-Mason och Alcock 1891. Brisinga andamanica ingår i släktet Brisinga och familjen Brisingidae. Inga underarter finns listade i Catalogue of Life.